# Кубок наций до 23 лет UCI
Кубок наций до 23 лет UCI (англ. UCI Men Under 23 Nations' Cup или англ. UCI Nations' Cup U23) — сезонное соревнование по шоссейному велоспорту, которое проводится с 2007 года.

## История
В 2005 году были созданы Континентальные туры UCI в европейский календарь которого вошли молодёжные гонки. Но по итогам сезона определялись только взрослые классификации.
Перед началом сезона в 2007 году было решено создать отдельный турнир для гонщиков в возрасте до 23 лет. Участие в нём могут принять только национальные команды (сборные), а по итогам сезона определяется только один зачёт — национальный. 
Изначально в календарь вошли только однодневные и многодневные гонки проводимые в Европе, которые в последующем будут составлять основную часть календаря, а их состав периодически меняться. В следующем, 2008, году появилась первая не европейская гонка — канадское Гран-при Сагенея (входила до 2013 года). В 2012 году в календарь добавились групповые гонки на континентальных чемпионатах (кроме Океании), а в 2017 году и индивидуальные гонки на ранее вошедших континентальных чемпионатах. В 2018 году календарь пополнился индивидуальной гонкой на чемпионате Океании и африканская многодневка — камерунский Тур надежды.
Без учёта континентальных чемпионатов календарь сезона в среднем состоит из 6 гонок. которые имеют категорию .Ncup. Тогда как молодёжные гонки входящие в континентальные туры обозначаются добавлением буквы U в конце категории.
Всего на начало 2020 года включительно в календарь турнира в общей сложности входила 21 гонка. Из них только одна присутствовала каждый год — французская многодневка Тур де л’Авенир, считающуюся неофициальной молодёжной версией Тур де Франс. Бельгийская однодневка Тур Фландрии U23 отсутствовал только в самом первой сезоне.
Победителем самой первой гонки в рамках турнира стал португалец Витор Родригес. Среди призёров последующих гонок были гонщики, впоследствии добивавшиеся побед на престижных международных соревнованиях и гонках. 
Больше всего побед в течение сезона среди гонщиков одержали француз Давид Гудю (2 в 2016 году) и словенец Тадей Погачар (2 в 2018 году), а среди команд — Словения (3 в 2018 году).
После сезона 2019 года больше всего побед по итогам сезона одержала Франция — 5 раз.

## Регламент
Участие в кубке могут принимать только национальные (сборные) и смешанные команды состоящие из гонщиков в возрасте от 19 до 22 лет включительно. В команде на гонке (кроме континентальных чемпионатов) должно быть от 4 до 6 гонщиков, которые могут быть членами UCI WorldTeam.
На гонки проходящей в период с 1 января по 30 июня приглашения получают лучшие страны по итогам соответствующих национальных молодёжных зачётов каждого континентального тура в предыдущем сезоне (всего 26 команд) — 1 от Африки, 3 от Америки, 2 от Азии, 18 от Европы и 2 от Океании. А с 1 июля по 31 декабря — первые 15 лучших стран в текущем сезоне и чьи гонщики не принимали участие в составе смешанных команд.
По итогам каждой гонки или этапа гонщики получают очки в зависимости от занятого места, но в национальный зачёт идёт только лучший результат от каждой команды.
| Гонки / Место              | 1  | 2  | 3  | 4  | 5  | 6  | 7  | 8  | 9  | 10 | 11 | 12 | 13 | 14 | 15 | 16 | 17 | 18 | 19 | 20 |
| -------------------------- | -- | -- | -- | -- | -- | -- | -- | -- | -- | -- | -- | -- | -- | -- | -- | -- | -- | -- | -- | -- |
| Однодневные                | 20 | 17 | 15 | 13 | 11 | 10 | 9  | 8  | 7  | 6  | 5  | 4  | 3  | 2  | 1  |    |    |    |    |    |
| Многодневные               | 30 | 25 | 20 | 17 | 16 | 15 | 14 | 13 | 12 | 11 | 10 | 9  | 8  | 7  | 6  | 5  | 4  | 3  | 2  | 1  |
| Этап многодневки           | 3  | 2  | 1  |    |    |    |    |    |    |    |    |    |    |    |    |    |    |    |    |    |
| Чемпионат Европы           | 10 | 8  | 6  | 5  | 4  | 3  | 2  | 1  |    |    |    |    |    |    |    |    |    |    |    |    |
| Континентальные чемпионаты | 8  | 5  | 3  | 2  | 1  |    |    |    |    |    |    |    |    |    |    |    |    |    |    |    |

## Гонки
В скобочках указаны годы проведения гонок в рамках кубка. 

| Текущие - Тур де л’Авенир (2007-н. в.) - Тур Фландрии U23 (2008-н. в.) - Чемпионат Азии U23 (2012-н. в.) - Чемпионат Европы U23 (2012-н. в.) - Чемпионат Панамерики U23 (2012-2017, 2019-н. в.) - Велогонка Мира U23 / Гран-при Присниц спа (2015-н. в.) - Гент — Вевельгем U23 (2016-н. в.) - Чемпионат Океании U23 (2018-н. в.) - Л'Этуаль д'ор (2019-н. в.) - Гран-при Наций Orlen (2019-н. в.) | Бывшие - Ля Кот Пикард (2007-2015) - Гран-при Португалии (2007-2010) - Джиро делле Реджони (2007-2008, 2010) - Льеж — Бастонь — Льеж U23 (2007) - Гран-при Вильгельма Телля (2007) - Гран-при Сагенея (2008-2013) - ЗЛМ тур (2008-2018) - Тоскана - Терра ди чиклисимо (2011-2012) - Чемпионат Африки U23 (2012) - Кубок Лаги - Трофей Алмар (2015-2016) - Тур надежды (2018-2019) |

## Результаты
| Год  | Победитель | Второй         | Третий     |
| ---- | ---------- | -------------- | ---------- |
| 2007 | Словения   | Франция        | Дания      |
| 2008 | Португалия | Италия         | Франция    |
| 2009 | Франция    | Германия       | Дания      |
| 2010 | Словения   | Нидерланды     | Франция    |
| 2011 | Франция    | Италия         | Дания      |
| 2012 | Франция    | Бельгия        | Италия     |
| 2013 | Франция    | Великобритания | Нидерланды |
| 2014 | Бельгия    | Франция        | Россия     |
| 2015 | Италия     | Норвегия       | Дания      |
| 2016 | Франция    | Норвегия       | Италия     |
| 2017 | Дания      | Бельгия        | Франция    |
| 2018 | Словения   | Франция        | Италия     |
| 2019 | Норвегия   | Италия         | Бельгия    |
| 2020 | Нидерланды | Швейцария      | Норвегия   |
| 2021 | Италия     | Нидерланды     | Норвегия   |
| 2022 | Бельгия    | Норвегия       | Германия   |
| 2023 | Италия     | Франция        | Португалия |